# Безкінечний ранер
Нескінченний бігун, безкінечний ранер або нескінченний бігун (англ. Endless runner або англ. infinite runner) — це піджанр платформерів, де персонаж нескінченно біжить, уникаючи перешкод. Мета гравця — досягти результату, виживши якомога довше. Метод, за допомогою якого ігровий рівень або середовище постійно з'являється перед гравцем, є прикладом процедурної генерації.
Жанр став популярним на мобільних платформах після успіху Temple Run, інші популярні приклади — Jetpack Joyride, Hare і Canabalt. Популярність підходу пояснюється простим геймплеєм, який добре працює на пристроях із сенсорним екраном.

## Історія
Старіші ігри, такі як Quest for Tires (1983), мали дизайн, схожий на сучасні нескінченні ранери. Нескінченний раннер як піджанр був створений після випуску Canabalt, інді-гри 2009 року, розробленої Адамом Солтсманом, де підприємець тікає з міста, яке руйнують гігантські роботи. Це дозволяє персонажу стрибати та ухилятися від перешкод, коли гравець торкається екрану, долаючи обмеження дизайну, спричинені простотою сенсорних смартфонів. Adult Swim Games незабаром попросили у Saltsman дозволу адаптувати дизайн Canabalt під своєю назвою та випустили Robot Unicorn Attack у 2010 році. Він став інтернет-мемом через більшу аудиторію Adult Swim і його дивні теми. Всього через кілька місяців App Store був повний нескінченних клонів бігунів, таких як Temple Run.
У наступних іграх цей жанр був доповнений новими ідеями, зокрема Jetpack Joyride, включаючи транспортні засоби, і Temple Run, що представляє тривимірну точку огляду через плече. The Bit. Серія Trip додала елементи ритмічної гри . З плином часу численні великі франшизи адаптували свій ігровий процес у нескінченні мобільні спін-офи раннерів, зокрема Sonic Dash 2013 року та Lara Croft: Relic Run 2015 року.
Atomic Runner Chelnov (1988) — ця гра хоч і була шутером, проте має багато ознак сучасного ранера з постійним прокручуванням і довгими стрибками на платформи, щоб уникнути небезпек.
SkiFree (1991) Кріса Піріха, випущений для Microsoft Entertainment Pack 3, є, мабуть, найпершим справжнім нескінченним ранером, натхненним хітом Atari 2600 Skiing 1980 року. Гравець катається на лижах нескінченним схилом із процедурно згенерованими перешкодами, переслідуючи його великими незнищенними єті. Оцінка базується на пройденій відстані.
Battletoads (1991) має кілька зон постійного прокручування, де гравець має уникати небезпек і перешкод. У Genji Tsuushin Agedama (1991) гравець завжди перебуває в середовищі з постійною прокруткою. У пінбольному автоматі Doctor Who (1992) є відеорежим із постійним бігом та уникненням перешкод.
SFCave (1996) — це гра для Windows 3.1, яка передбачає політ нескінченною печерою, не торкаючись стін.
Тривимірна гра-платформа Crash Bandicoot (1996) зосереджена на русі вперед коридорами від третьої особи, включаючи перешкоди та небезпеки, які заважають руху назад, що дуже схоже на сучасний клон Temple Run. Гра також містить рівні, де герой Креш повинен постійно випереджати великий валун або динозавра, що його переслідує.
Однією з найперших 3D-ігор у цьому жанрі була Temple Run (2011) з точкою огляду через плече. Після Temple Run з'явилися численні клони, серед найпопулярніших 3D-ігор від третьої особи були Subway Surfers і Agent Dash (2012). Згодом Subway Surfers стала найпопулярнішою грою 2010-х років, першою грою, яка досягла 1 мільярда завантажень, а загалом за 2,7 мільярда завантажень розробники отримали дохід у $80 млн завдяки монетизації.

### Пік популярності
Протягом 2010-х років численні великі франшизи адаптували свій ігровий процес у нескінченні мобільні спін-офи ранерів. У 2010-х роках вони включали gthtpfgecrb класичних відеоігор у вигляді нескінченних ранерів, включаючи Pitfall! (2012), Rayman Jungle Run (2012), Rayman Fiesta Run, Sonic Dash і Pac-Man Dash! (2013), Crossy Road (2014), Lara Croft: Relic Run і Pac-Man 256 (2015). Нові ігри часто мали обмежений успіх, рідкісними винятками були Race The Sun (2013) і Alto's Adventure (2015), які отримали позитивні відгуки.
Гра Dinosaur Game (2014) від Google була випущена на піку популярності нескінченних ранерів. 2018 року в неї грали 270 млн разів на місяць. Пізніше Microsoft зробила те саме з Surf (2020).